# Anna Porter
Anna Maria Porter, született Szigethy Anna (Budapest, 1943.–) kanadai kiadó és regényíró.

## Élete és pályafutása
1956-ban emigrált Új-Zélandra. A Canterbury Egyetemen szerzett bachelor- és Master of Arts fokozatot. 1969-ben a McClelland & Stewartnál kezdte, és a Seal Books elnöke és kiadója lett. 1979-ben megalapította a Key Porter Books-t, 1986-ban pedig többségi részesedést vásárolt a Doubleday Canada-ban.
2004-ben a York Egyetem Kormányzótanácsába nevezték ki.
1991-ben a Kanadai Lovagrend tisztjévé választották, mert "jelentős szerepe volt abban, hogy a kanadai címekre felhívta a nemzetközi piac figyelmét". 2003-ban megkapta az Ontario Rendet. Tiszteletbeli diplomát kapott a Ryerson Egyetemen, a St. Mary's Egyetemen és a Felső-Kanadai Jogi Társaságon.
2004-ben Porter eladta a Key Porter Books iránti érdekeltségét, hogy az írásra összpontosítson. Három misztikus regénye és három könyve jelent meg a közép-európai történelemről. Legutóbbi könyve a The Ghosts of Europe, 2010 szeptemberében jelent meg.
Házastársa Julian Porter ügyvéd.

## Válogatott művei
- Farewell to the 70's: a Canadian salute to a confusing decade (1979)
- Hidden Agenda (1985)
- Mortal Sins (1987)
- The Bookfair Murders (1997)
- The Storyteller: memory, secrets, magic and lies (2000)
- Kasztner's Train: the true story of an unknown hero of the Holocaust (2007)
- The Ghosts of Europe: journeys through central Europe's troubled past and uncertain future (2010)
- Buying a Better World: George Soros and billionaire philanthropy  (2015, Dundurn Press(wd))
- The Appraisal (2017)
- In Other Words: How I Fell in Love with Canada One Book at a Time (2018)

### Magyarul
- Mit akar Soros? Utálni egyszerű, imádni könnyű, megérteni? (Buying a better world) – Barecz & Conrad books, Budapest, 2019 · ISBN 9786150064574 · Fordította: Pétersz Tamás
- Kasztner vonata. Kasztner Rezső igaz története regényben elbeszélve (Kasztner's train) – Mérték, Budapest, 2008 · ISBN 9789639889071 · Fordította: Fazekas István
- Fénytörések. Családom történetei és nemtörténetei (The storyteller) – Helikon, Budapest, 2006 · ISBN 9632270037 · Fordította: Novák Petra
- Halálos kézirat (The Bookfair Murders) – Magvető, Budapest, 1989 · Rakéta Regényújság · Fordította: Sarkadi Krisztina

## Díjak és kitüntetések
- 2010: Shaughnessy Cohen Prize for Political Writing, winner, The Ghosts of Europe
- 2008: Charles Taylor Literary Prize for Non-Fiction, short-list, Kasztner's Train
- 2007: Nereus Writers' Trust Non-Fiction Prize, winner, Kasztner's Train

## Fordítás
- Ez a szócikk részben vagy egészben  az   Anna Porter című angol Wikipédia-szócikk fordításán alapul.  Az eredeti cikk szerkesztőit annak laptörténete sorolja fel. Ez a jelzés csupán a megfogalmazás eredetét és a szerzői jogokat jelzi, nem szolgál a cikkben szereplő információk forrásmegjelöléseként.